# Cracker (aliment)

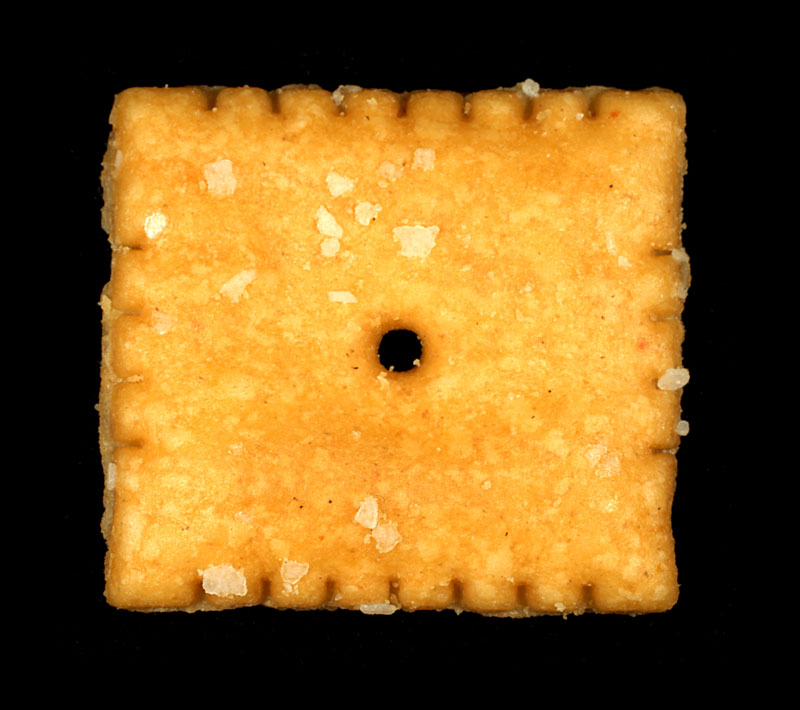
Un cracker Cheez-It.

La galeta d'aigua, bescuit d'aigua o en anglès en plural water crackers, són galetes fetes al forn amb massa de farina sense llevat i elaborats amb diverses formes, mides, sabors i colors. Els crackers s'aromatitzen o condimenten amb sal a la massa i també amb herbes, llavors o formatge,que s'empolvoren per sobre després d'enfornar. Els crackers són un aliment bàsic nutritiu i fàcil d'utilitzar que s'emmagatzema i transporta bé. Un precedent dels crackers moderns són les galetes nàutiques. Els seus orígens estan en els pans plans antics com el lavash, chapati, pita, matzá i flatbrød o knäckebröd.
La forma d'elaboració difereix entre les galetes dolces i les salades: les primeres estan preparades amb capes de massa de farina plana. Els forats de les galetes (forats d'acoblament) es fan en la massa per evitar la formació de bombolles d'aire durant la cocció.
Se solen untar amb formatges, patés o mousses, o com a base d'entrepans més elaborats. Normalment són salats, però alguns poden ser semidolços (cas de Belvita Hony Bran de Nabisco). Fins i tot, alguns poden arribar a tenir una combinació entre semidolç i salat (tal és el cas de Club Social, també de Nabisco).

## Història
El 1792 Theodore Pearson, de Newburyport (Massachusetts), va elaborar un pa similar al cracker només amb farina i aigua, que va anomenar pilot bread ('pa de pilot'). Va ser un èxit immediat entre els mariners gràcies al seu llarg termini de conservació, i va passar a ser coneguda també com a hardtack o bescuit de mar. La de Pearson va ser la primera panificadora de crackers dels Estats Units, produint-los durant més d'un segle. Els Crown Pilot Crackers van ser elaborats amb la mateixa recepta i venuts a Nova Anglaterra fins a principis de 2008, usant-se en les receptes tradicionals de clam chowder.
El moment revolucionari per al cracker va arribar el 1801 gràcies a un altre forner de Massachusetts, Josiah Bent, qui va cremar un lot de galetes al seu forn de maó. El soroll cruixent que feien les galetes va inspirar el seu nom (crack significa 'espetegar' o 'cruixir'). Bent es va obstinar a convèncer el públic del potencial del producte com a aperitiu, i pel 1810 el seu negoci de Boston estava en el seu apogeu. Anys després, Bent va vendre la seva empresa a la National Biscuit Company, avui coneguda com a Nabisco.
Tot i que el consum de galetes d'aigua és baix a nivell global, a l'Argentina encara es consumeixen molt regularment, i més que en qualsevol país del món, les galetes sense sabor a manera de pa durant els àpats.